# Örenyurt
Örenyurt is een dorp met ongeveer 250 inwoners in de gemeente Gemerek in de Turkse provincie Sivas. Örenyurt is het meest noordelijk gelegen plaats in Gemerek. Daarmee vormt het de grens met het district Şarkışla. Door de hoge ligging van de plaats, wel meer dan 1300 meter boven zeespiegel, kent het koude winters en koele zomers. Het aantal inwoners verschilt per seizoen. In de winter verblijven veel Örenyurtenaars in grote steden zoals Yeniçubuk, Sakisla of Kayseri.
Zoals elders in Sivas is hier en daar veel kleine naald- en gemengde wouden te vinden. De kangal, de Turkse benaming voor de Anatolische herdershond, is het symbool van Sivas en komt oorspronkelijk uit deze regio.

## Geschiedenis
Voor 1912 hoorde het dorp nog bij Akdagmadeni. De geschiedenis van het dorp gaat terug tot ongeveer begin 19e eeuw, toen het werd gesticht door Kuloglu en andere families die vanuit andere delen van het land hier zijn komen wonen.
Enkele bekende familiegroepen zijn de Pasa's (Yildirim familie), Körhasan's, Seyid's (Sahin en Özmen) Teyin's, Topalosman's, Hasanell's (Duman familiegroep) en Uzunoglan's. De Pasa's waren volgens de overleveringen de stichters van de huidige plaats Örenyurt. Kuloglu, Hasan Kah en Abdurrahman zijn bekende leden van de Pasa familie.

## Economie
In het verleden waren landbouw en veehouderij een belangrijke bron van inkomsten voor de Örenyurtenaars. Tevens had de markt van Gemerek en Yeniçubuk belangrijke regionale functie waar vele producten via de wegen via Bulhasan binnenkwamen en verkocht of doorgevoerd werden. 
Tegenwoordig werken en wonen veel Örenyurtenaars in Yeniçubuk, Gemerek, Sarkisla en andere grote plaatsen in de regio. Örenyurt kent daarom zomers meer inwoners dan in de winter, wanneer iedereen weer terugtrekt naar zijn/haar huis in Örenyurt om hier zomer te vieren.

## Wapen
Het wapen van Örenyurt is een onofficiële uitvoering en wordt formeel niet gebruikt. De Anatolische herder (Kangal) symboliseert de provincie Sivas. Het schild bestaat verder uit de berg Karasivri en de "eeuwige boom", twee symbolen van Örenyurt.

## Bezienswaardigheden
- Karasivri: de berg aan de rand van Örenyurt. Het is het symbool van het dorp. Bijna het gehele jaar is de top bedekt met sneeuw. Veel mensen proberen deze berg te beklimmen en de top te bereiken.
- Kabardic: de eeuwige boom, zoals die door de Örenyurtenaars wordt genoemd. Deze staat langs de weg met Bulhasan en was de verzamelplek voor de mensen die hier mensen gingen verwelkomen.
- Üçoluk: is een accommodatie-plek waar mensen uit het dorp kunnen recreëren en picknicken.
- Hayraten: hier en daar zijn de zogenaamde 'hayraten' (waterbronnen/kranen) te vinden die publieke toegankelijk zijn. Sommigen zijn tientallen jaren oud.
- Moskee van Örenyurt: de oude moskee heeft zijn plaats vrijgemaakt voor deze nieuwe moskee. In tegenstelling tot andere moskeeën in de buurtdorpen is de moskee vrij groot in omvang.

## Geboren
- Hasan Kah (20e eeuw), zoon van Kuloglu
- Molla Eyup (20e eeuw),  zoon van Topalhasan
- Mahmut Sahin (20e eeuw), zoon van Seyit Kah

## Stedenbanden
- Yeniçubuk (Sivas, Turkije)
- Bulhasan (Sivas, Turkije)